# George Hahn
Jacob George Hieronymus Hahn, né le 12 septembre 1761 à Utrecht et mort le 22 novembre 1822 à Haarlem, est un homme politique néerlandais.

## Biographie
George Hahn s'installe comme avocat à Leyde en 1784. En 1788, il entre au conseil juridique de l'université de Leyde.
En 1795, il entre à la municipalité provisoire de Leyde et à l'assemblée provisoire de Hollande. Le 17 janvier 1796, il est élu député du Helder à la première assemblée nationale batave. Il en est l'un des membres les plus importants et les plus influents de l'assemblée, qu'il préside du 13 au 27 juin 1796. Il siège à la commission des Affaires étrangères. Le 5 août, il propose la séparation de l'Église et de l'État, qui sera adoptée le 11 mai 1797. Il se prononce en faveur de l'abolition de l'esclavage proposée par Bernardus Blok cependant repoussée par l'assemblée. Unitariste, il est choisi pour faire partie d'une commission de sept membres pour compléter le projet de constitution. Le 2 août, il est réélu député lors du renouvellement de l'assemblée. Il est arrêté le 22 juin 1798, lors du coup d'État fomenté par Pieter Vreede et les unitaristes. Il est emprisonné à Breda et n'est libéré que le 12 juillet 1798.
Hahn se retourne alors à l'écriture et à son emploi de commissaire des postes de Hollande, qu'il occupe de 1795 à 1803. Il devient alors premier commissaire des postes bataves puis administrateur général des postes du royaume de Hollande de 1807 à 1810.

## Publications
- 1800 : Over de wederwerkingen in den staat of politieke reactien, bewerkt naar Benjamin Constant